# Eigenfactor
Eigenfactor ist eine kostenfreie, akademische Website zur Bestimmung des wissenschaftlichen Einflusses wissenschaftlicher Zeitschriften mit Hilfe der gegenseitigen Zitationen von Artikeln. Eigenfactor bezeichnet auch die dort verwendete bibliometrische Kenngröße für Zeitschriften.
Die Website ist seit dem 18. März 2007 online und wird vom Bergstrom Laboratory des Fachbereichs Biologie der University of Washington getragen. Sie will eine Alternative zum kostenpflichtigen Impact Factor des Journal Citation Reports von Clarivate Analytics (früher Thomson Reuters, davor Institute for Scientific Information) bieten.

## Ranking
Im Gegensatz zum Impact Factor von Clarivate Analytics bewertet der Eigenfactor Zeitschriften, ähnlich wie Google Webseiten bewertet. Google nutzt Hyperlinks, um Relevanz einzuschätzen. Der Eigenfactor nutzt Zitationen aus Fachzeitschriften, um die einflussreichsten Zeitschriften zu identifizieren, und greift dabei auf die ca. 13.000 Zeitschriften des Web of Science zurück, nutzt aber zusätzlich über 115.000 weitere Referenzen aus Zeitungen, Zeitschriften und anderen Quellen. Zitaten aus Zeitschriften mit einem höheren Einfluss wird dabei mehr Gewicht zugesprochen als Zitaten aus Zeitschriften mit geringerem Einfluss. Die Zitationsentwicklung wird über fünf Jahre verfolgt. Der Eigenfactor berücksichtigt auch die unterschiedlichen Zitierstandards und Zeitmaßstäbe verschiedener wissenschaftlicher Disziplinen.
Die Berechnung benutzt die Eigenvektor-Zentralität aus der Netzwerkanalyse, in der ein Knoten umso wichtiger ist, je wichtiger seine Nachbarknoten sind. Der Rechenvorgang ist rekursiv und erfolgt mittels Nachbarschaftsmatrizen.
Der Eigenfactor ist von der Anzahl der veröffentlichten Artikel abhängig. Wenn alle anderen Einflussfaktoren konstant bleiben, verdoppelt sich der Eigenfactor bei doppelter Artikelzahl einer Zeitschrift.
Neben dem Eigenfactor bieten auch Scopus und citebase alternative, z. T. internetbasierte Formen der Zitationsanalyse.